# Watermark (álbum)
Watermark é o segundo álbum de estúdio da cantora, compositora e musicista irlandesa Enya, lançado em 19 de setembro de 1988, pela WEA. 
Após o lançamento de seu álbum anterior, Enya (1987), ela assinou um contrato de gravação com a Warner, após um encontro ao acaso com o presidente Rob Dickins, que se tornara fã de sua música. Seu contrato permitia-lhe uma considerável liberdade artística e criativa, com o mínimo de interferência da gravadora, e sem prazos para a finalização dos álbuns.
Enya gravou Watermark em dez meses com seus colaboradores de longa data, o empresário, produtor e arranjador Nicky Ryan, e sua esposa, a letrista Roma Ryan. O álbum foi inicialmente gravado na Irlanda, em forma demo, antes da produção ser transferida para Londres, Inglaterra, para regravar, mixar e masterizá-lo digitalmente. Watermark apresenta música em diferentes estilos, exibindo o som de Enya de vocais com várias faixas, com teclados, instrumentos de percussão e elementos de música celta, ambiente e new age, embora a cantora acredite que sua música não pertença a este último gênero.
Watermark recebeu muitas críticas positivas dos críticos e se tornou um inesperado sucesso comercial, o que impulsionou Enya à fama mundial. O álbum alcançou a posição de número cinco na parada britânica UK Albums Chart, número vinte e cinco na parada Billboard 200 nos Estados Unidos, e alcançou o número um na Nova Zelândia e Suíça. Watermark recebeu certificado de platina quádrupla da British Phonographic Industry (BPI), e da Recording Industry Association of America (RIAA), pelas vendas de 1,2 milhões e quatro milhões de cópias no Reino Unido e nos Estados Unidos, respectivamente.
Para promover o álbum, Enya embarcou em uma turnê promocional mundial que incluiu entrevistas, participações em programas de TV e apresentações ao vivo. Quatro singles foram lançados do álbum, incluindo o sucesso internacional "Orinoco Flow", que passou três semanas no primeiro lugar das paradas do Reino Unido. Watermark foi relançado em 1989, 1991 e 2009; os dois primeiros contêm "Storms in Africa (Part II)" como faixa bônus; o último foi um relançamento japonês com uma segunda faixa bônus intitulada "Morning Glory".

## Lista de faixas
Todas as letras escritas por Roma Ryan; todas as músicas compostas por Enya; todas as canções produzidas por Enya e Nicky Ryan.
| Watermark – Edição padrão |                         |         |  |
| N.º                       | Título                  | Duração |  |
| 1.                        | "Watermark"             | 2:24    |  |
| 2.                        | "Cursum Perficio"       | 4:06    |  |
| 3.                        | "On Your Shore"         | 3:59    |  |
| 4.                        | "Storms in Africa"      | 4:03    |  |
| 5.                        | "Exile"                 | 4:20    |  |
| 6.                        | "Miss Clare Remembers"  | 1:59    |  |
| 7.                        | "Orinoco Flow"          | 4:25    |  |
| 8.                        | "Evening Falls..."      | 3:46    |  |
| 9.                        | "River"                 | 3:10    |  |
| 10.                       | "The Longships"         | 3:36    |  |
| 11.                       | "Na Laetha Geal M'Óige" | 3:54    |  |
| Duração total:            | Duração total:          | 39:42   |  |

| Watermark – Reedição de 1989 e 1991 |                              |         |  |
| N.º                                 | Título                       | Duração |  |
| 12.                                 | "Storms in Africa (Part II)" | 3:04    |  |
| Duração total:                      | Duração total:               | 42:46   |  |

| Watermark – Reedição japonesa de 2009 |                 |         |  |
| N.º                                   | Título          | Duração |  |
| 13.                                   | "Morning Glory" | 2:28    |  |
| Duração total:                        | Duração total:  | 44:14   |  |

## Singles lançados posteriormente
- Evening Falls... lançada em 1988 com Oíche Chiún e Morning Glory faixas bônus.
- Storms In Africa (Part II) lançada em 1989, com Aldebaran, The Celts, e Storms In Africa como faixas bônus. É um remix de Storms In Africa com a letra em inglês no lugar da irlandesa.

## Certificações & Vendas
| País           | Associação | Certificação | Vendas    |
| -------------- | ---------- | ------------ | --------- |
| Alemanha       | BVMI       | Platina      | 500,000   |
| Argentina      | CAPIF      | Platina      | 60,000    |
| Bélgica        | BEA        | Platina      | 50,000    |
| Brasil         | ABPD       | 2× Platina   | 500,000   |
| Canadá         | CRIA       | 3× Platina   | 300,000   |
| Espanha        | PROMUSICAE | 5× Platina   | 500,000   |
| Estados Unidos | RIAA       | 4× Platina   | 4,000,000 |
| França         | SNEP       | 2× Ouro      | 200,000   |
| Nova Zelândia  | RMNZ       | Platina      | 15,000    |
| Países Baixos  | NVPI       | Platina      | 100,000   |
| Reino Unido    | BPI        | 4× Platina   | 1,200,000 |
| Suíça          | IFPI       | Platina      | 50,000    |

## Músicos
- Enya – piano, vocal
- Neil Buckley – clarinete
- Chris Hughes – percussão, bateria
- Davy Spillane – assobio, gaita irlandesa

## Produção
- Produtores: Enya, Nicky Ryan
- Co-produtores: Enya and Ross Cullum
- Produtor Executivo: Rob Dickins
- Engenharia: Ross Cullum
- Mixagem: Jim Barton, Ross Cullum
- Arranjos: Enya, Nicky Ryan
- Capa: David Hiscook
- Fotografias adicionais: Russel Yamy
- Design: Lawrence Dunmore